# 濟南鑄造鍛壓機械研究所
濟南鑄造鍛壓機械研究所有限公司（英語：Jinan Foundry and Metalforming Machinery Research Institute Co., Ltd.），中國機械工業集團有限公司屬下機構，是在1956年成立，主要業務鑄造、設計、新產品開發機械等业务，現任董事長及總裁劉家旭。
1999年，被中國機械工業集團有限公司收購本集團，已被國務院批准。